# Cyclopoapseudes estafricanus
Cyclopoapseudes estafricanus is een naaldkreeftjessoort uit de familie van de Metapseudidae. De wetenschappelijke naam van de soort is voor het eerst geldig gepubliceerd in 1975 door Bacescu.